# Hyalinobatrachium dianae
Hyalinobatrachium dianae là một loài ếch thủy tinh trong họ Centrolenidae. Loài này được phát hiện ở Costa Rica vào năm 2015 bởi Brian Kubicki và các đồng nghiệp của ông. Loài ếch này là một loài lưỡng cư có da màu xanh lá cây chanh mờ và mặt dưới của nó trong suốt và có một đồng tử nằm theo chiều ngang làm cho nó trông giống như nhân vật hoạt hình Kermit, The Muppet. Các nhà nghiên cứu báo cáo các âm thanh của loài này khi kêu là giống với âm thanh phát ra của côn trùng, không phải là từ một con ếch.